# Orthonychiurus argaensis
Orthonychiurus argaensis is een springstaartensoort uit de familie van de Onychiuridae. De wetenschappelijke naam van de soort is voor het eerst geldig gepubliceerd in 1994 door Arbea & Jordana.